# Josef Maria Tresch-Exer
Josef Maria Tresch-Exer (* 1818; † 1886) war ein populärer Schweizer Bergführer im 19. Jahrhundert und Erstbesteiger mehrerer Urner Dreitausender. 
Er kam aus Evibach bei Silenen. Als Sohn von Josef Maria Tresch-Zgraggen (* um 1780) stammte er aus einer Urner Bergführerfamilie und gilt als einer der Pioniere der Urner Alpen und dem Urner Teil der Glarner Alpen. Tresch-Exer hatte vier Söhne.
1848 gelang ihm bei einer Erkundungstour zusammen mit Melchior Tresch die Erstbesteigung des damals als äusserst schwierig geltenden Gross Windgällen. Die geplante Besteigung mit seinem Führergast Georg Hoffmann konnte er zehn Tage danach durchführen.
Die Besteigung des Piz Nair gelang ihm 1865 über den Nordgrat mit den Engländern Thompson, Mansell und Sowerby, zusammen mit seinem Bruder Johann Josef Tresch (später unter dem Namen Felli-Tresch bekannt). Nur fünf Minuten zuvor erreichten Ambros Zgraggen und F. Zahn den Gipfel als Erstbesteiger über den Nordwestgrat. 1866 gelang ihm mit John Sowerby die Erstbesteigung des 3016 m ü. M. hohen Witenalpstock.
Tresch-Exner bildete zusammen mit Ambros Zgraggen ein sehr erfolgreiches Führerduo. 1865 konnten sie mit dem Basler Leonhard das Kleine Scheerhorn erstbesteigen. Dabei benötigten sie von Unterschächen insgesamt 16,5 Stunden. Zusammen mit John Sowerby konnte das Duo gleich drei Gipfel erstbesteigen, 1864 gelang ihnen der Gross Ruchen, 1867 der Gross Spannort und 1868 waren sie am Krönten erfolgreich.